# الحصين (يريم)

تعديل مصدري - تعديل

الحصين هي إحدى قرى عزلة بني منبة بمديرية يريم التابعة لمحافظة إب، بلغ تعداد سكانها 1679 نسمة حسب تعداد اليمن لعام 2004.
```
رأس القرية(الصلبة والفرضة) - الحمراء - النجد الأحمر بيت أمجد عبد الله احمد يحيى حسن الحصيني - الجبجب
```